# Kanton Hasparren
Der Kanton Hasparren war von 1790 bis 2015 ein französischer Wahlkreis im Arrondissement Bayonne im Département Pyrénées-Atlantiques und in der Region Aquitanien; sein Hauptort war Hasparren.

## Geographie
Der Kanton bestand aus zwei Teilen. Die Gemeinden Méharin, Saint-Esteben und Saint-Martin-d'Arberoue bildeten eine Exklave.

Lage des Kantons Hasparren im Département Pyrénées-Atlantiques

## Gemeinden
Der Kanton bestand aus sieben Gemeinden:
| Gemeinde                | Einwohner Jahr | Fläche km² | Bevölkerungsdichte | Code INSEE | Postleitzahl |
| ----------------------- | -------------- | ---------- | ------------------ | ---------- | ------------ |
| Bonloc                  | 369 (2013)     | 1,02       | 362 Einw./km²      | 64134      | 64240        |
| Hasparren               | 6.230 (2013)   | 77,01      | 81 Einw./km²       | 64256      | 64240        |
| Macaye                  | 548 (2013)     | 19,75      | 28 Einw./km²       | 64364      | 64240        |
| Méharin                 | 261 (2013)     | 12,73      | 21 Einw./km²       | 64375      | 64120        |
| Mendionde               | 845 (2013)     | 21,47      | 39 Einw./km²       | 64377      | 64240        |
| Saint-Esteben           | 475 (2013)     | 13,71      | 35 Einw./km²       | 64476      | 64640        |
| Saint-Martin-d’Arberoue | 325 (2013)     | 14,69      | 22 Einw./km²       | 64489      | 64640        |

## Bevölkerungsentwicklung
| 1962 | 1968 | 1975 | 1982 | 1990 | 1999 | 2006 | 2011 |
| ---- | ---- | ---- | ---- | ---- | ---- | ---- | ---- |
| 7822 | 7593 | 7523 | 7695 | 7800 | 7922 | 8334 | 8909 |